# Campionati Internazionali di Sicilia 1982
I Campionati Internazionali di Sicilia 1982 sono stati un torneo di tennis giocato sulla terra rossa. È stata la 3ª edizione dei Campionati Internazionali di Sicilia, che fanno parte del Volvo Grand Prix 1982. Si sono giocati a Palermo in Italia, dal 13 al 19 settembre 1982.

## Campioni

### Singolare
Mario Martínez ha battuto in finale  John Alexander con il punteggio di 6–4, 7–5

### Doppio
Gianni Marchetti /  Enzo Vattuone hanno battuto in finale  José Luis Damiani /  Diego Pérez con il punteggio di 6–4, 6–7, 6–3